# Мункоро, Ибраим
Ибраим Боссо Мункоро (фр. Ibrahim Bosso Mounkoro; 23 февраля 1990, Бамако, Мали) — малийский футболист, вратарь клуба «ТП Мазембе» и сборной Мали.

## Карьера в сборной
16 июня 2019 года Мункоро дебютировал за сборную Мали в товарищеском матче против сборной Алжира.

## Достижения
«Стад Мальен»
- Чемпион Мали (2): 2012/13, 2013/14
- Обладатель Кубка Мали: 2013

«ТП Мазембе»
- Чемпион ДР Конго (6): 2015/16, 2016/17, 2018/19, 2019/20, 2021/22, 2023/24
- Обладатель Суперкубка ДР Конго: 2016
- Победитель Лиги чемпионов КАФ: 2015
- Обладатель Кубка Конферации КАФ (2): 2016, 2017
- Обладатель Суперкубка КАФ: 2016